# جزيرة ألور

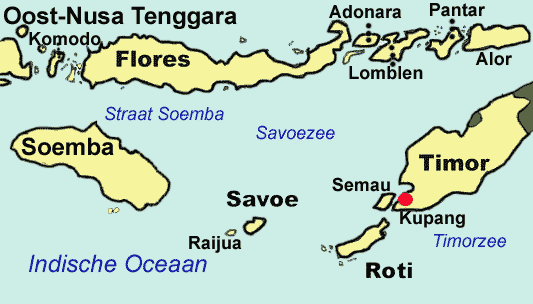
جزر مقاطعة نوسا تنقارا الشرقية وبضمنها جزيرة ألور في أقصى الشمال الشرقي

ألور هي أكبر جزيرة في أرخبيل ألور، وتنتمي إلى جزر سوندا الصغرى جنوب إندونيسيا، والتي تشمل جزراً أخرى مثل بالي ولومبوك وسومباوا وكومودو وفلوريس.
إلى الشرق من الجزيرة عبر مضيق أومباي تقع جزر ويتار وأتاورو، وهذه الأخيرة تتبع تيمور الشرقية. أما إلى الجنوب وعبر بمضيق ألور فبيع في الجزء الغربي من تيمور. إلى الشمال الجزيرة بحر باندا. تقع إلى الغرب جزيرة بانتار والجزر الأخرى في أرخبيل ألور، وكذلك بعد على بقية جزر سوندا.

## أعلام
- يابس روني ملايفاني